# Doesburg
Doesburg este o comună și o localitate în provincia Gelderland, Țările de Jos. 